# Andoni López de Abetxuko
Andoni López de Abetxuko, né le 3 septembre 1999, à Salvatierra, est un coureur cycliste espagnol. Il est membre de l'équipe Euskaltel-Euskadi.

## Biographie
Andoni López de Abetxuko commence le cyclisme durant sa jeunesse à l'Arabarrak Kirol Taldea, sur ses terres natales de Salvatierra. Dans les catégories cadets et juniors, il s'impose à huit reprises. Il intègre ensuite la réserve de l'équipe Caja Rural-Seguros RGA en 2018, où il évolue pendant cinq saisons. Bon sprinteur, il obtient quelques victoires et diverses places d'honneur chez les amateurs, notamment au Pays basque. 
En 2022, il termine troisième au classement final de la Coupe d'Espagne amateurs. Il devient également stagiaire chez Caja Rural-Seguros RGA à partir du mois d'aout. Engagé sur le Tour du Portugal, il se classe troisième d'une étape au sprint. Le 14 octobre, le quotidien El Correo annonce que le coureur basque passera professionnel à partir de 2023 au sein de la formation Euskaltel-Euskadi.

## Palmarès
- 2017
  - 4e étape du Tour de Pampelune
  - 1re étape du Tour de La Rioja juniors[6]
- 2018
  - 2e du San Isidro Sari Nagusia
- 2019
  - Premio Primavera
  - 2e de l'Andra Mari Sari Nagusia
  - 2e du Torneo Euskaldun
  - 3e du championnat de Navarre
- 2020
  - Gran Premio Circuito de Los Arcos
  - 3e du Zumaiako Saria
- 2021
  - Gran Premio San José
  - 2e du Trofeo Ayuntamiento de Zamora
  - 3e du championnat de Navarre
- 2022
  - 1re étape du Mémorial Manuel Sanroma
  - 2e du Trophée Guerrita
  - 2e du Gran Premio Primavera de Ontur
  - 2e du Trophée Eusebio Vélez
  - 3e du Mémorial Manuel Sanroma
  - 3e de la Coupe d'Espagne amateurs